# ティモール英雄協会

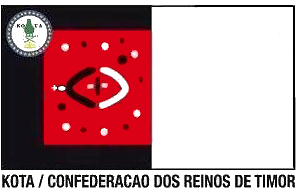
ティモール英雄協会の旗

ティモール英雄協会（ティモールえいゆうきょうかい、英語：Association of Timorese Heroes、テトゥン語：Klibur Oan Timor Asuwain）は、東ティモールの保守政党。略称KOTA。
2001年8月30日に行われた議会選挙において、党は2.1%の得票および88の議席のうち2議席を獲得した。2007年6月の議会選挙では、ティモール人民党と保守政党連合「民主同盟」を組み、3.2%の得票を得た。